# Птичья гавань
Пти́чья га́вань — природный парк, расположенный в черте города Омска, особо охраняемая территория, со статусом объекта регионального значения. Природно-антропогенное сообщество, имеющее важное значение для экологического каркаса города. Находится на пути миграции птиц, во время осенних перелётов на водоёмах останавливается до трёх тысяч особей. Птичья гавань является объектом исследований омских учёных и, по планам губернатора Омской области, должна стать визитной карточкой города.
Расположена на Левобережье рядом с парком Победы, в пойме Иртыша, между международным аэропортом «Омск-Центральный» и Ленинградским мостом.

## История
Птичья гавань имеет давнюю историю. Ранее на её месте находилось русло Иртыша, но к XVII веку под влиянием вращения Земли, размывания мягких пород и изменения конфигурации изгибов речного русла сместилось восточнее. Старое русло отделилось от нового песчаными наносами и на его месте, благодаря сохранившимся родникам в старице, осталась длинная замкнутая протока — речка Замарайка, протекавшая навстречу течению Иртыша в новом русле. Названа так она была из-за застойной воды и скапливающихся гниющих остатков водных растений, а также потому, что не промывалась полностью даже во время половодья Иртыша. Окончательно Замарайка образовалась к XVIII веку.
В период строительства Ленинградского моста в 1956—1959 годах на берегу речки Замарайки был вырыт котлован. При строительстве дамбы речка оказалась перегорожена и заполнила котлован, сформировав с ним единый биогеоценоз. Постепенно водоёмы приобрели растительность и были населены различными животными и птицами. Главенствующими стали не болотные птицы, а водные и околоводные (лысухи, утки и чомги). В 1962—1968 годах грунт поднялся за счёт речного песка и чернозёма, привезённого при обустройстве на территории будущего парка Победы питомника Горзеленстроя. Позднее Птичья гавань утратила восточную часть водоёма, когда в 1971 году была достроена гостиница ДОСААФ вместе с прилегающим спортивным комплексом, а также дорога к посёлку Рыбачий.
В 1975—1977 годах под руководством Б. Ю. Кассала на Замарайке были проведены первые научные зоологические исследования. Было установлено, что в Птичьей гавани постоянно обитает и встречается на весеннем и осеннем пролетах более полутора сотен видов птиц, из которых более половины гнездится и выводит птенцов. Здесь обитают земноводные и пресмыкающиеся, млекопитающие, очень большое количество видов беспозвоночных животных, а Птичья гавань находится на одном из основных путей перелета птиц через всю Западную Сибирь к местам зимовок и к местам гнездования. С 1976 единый водоём парка начал разделяться на три отдельных плёса. В 1978 году поперёк центральной части восточного полуострова ещё единого водоёма был устроен защитный канал.

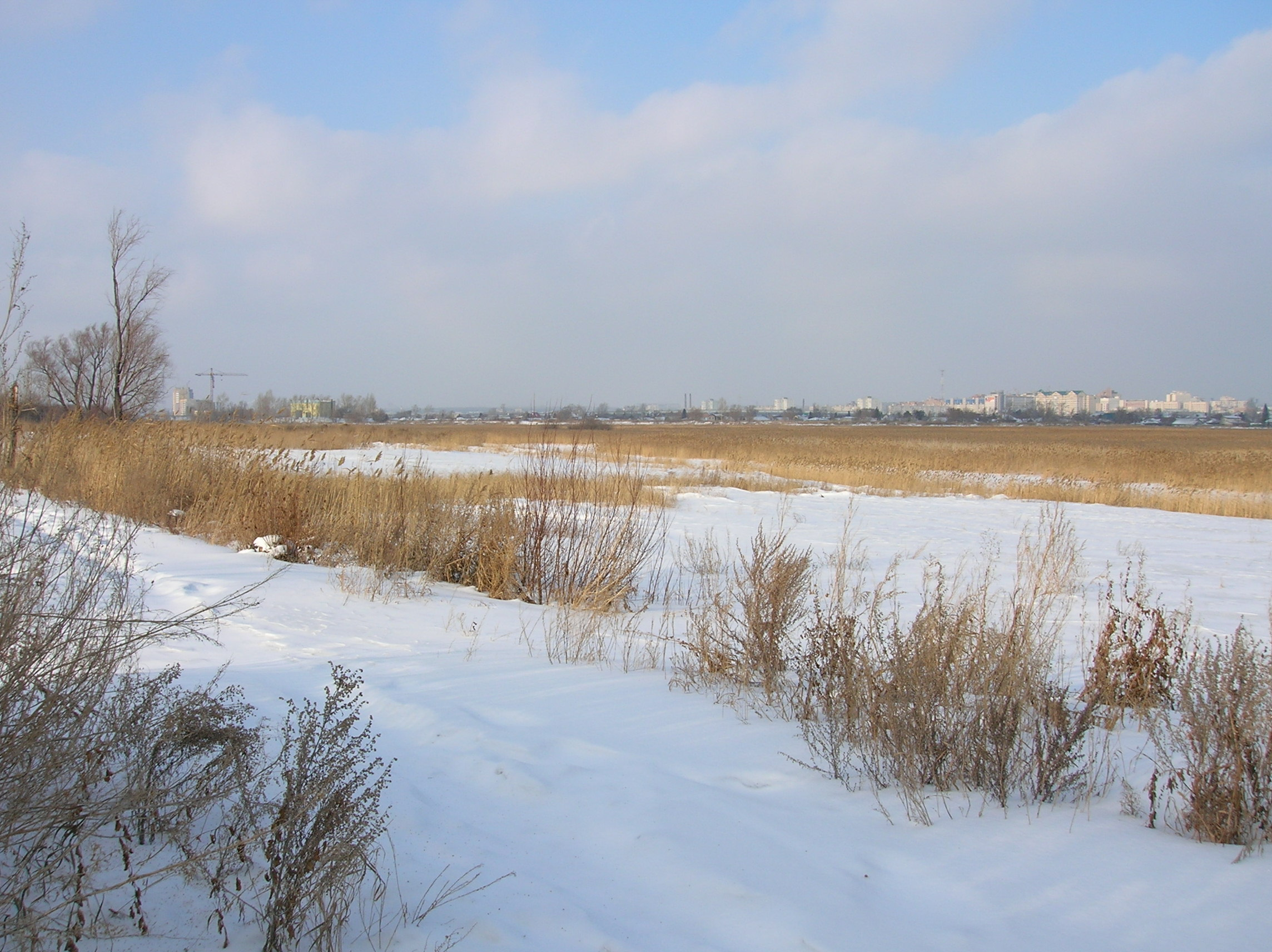
Вид на север

Кандидат ветеринарных наук А. Д. Сулимов обосновал уникальность природного объекта, и в 1979 году ему было дано название Птичья гавань. В том же году решением Омского облисполкома Птичья гавань получила природоохранный паспорт с присвоением юридического статуса памятника природы областного значения, первого в Омской области.
«Представьте себе над головой — рев двигателей самолетов, идущих на посадку; сбоку — дамба моста через реку, день и ночь автомобильный гул, пыль и отработанные газы, а в озерках над самой насыпью, в центре города спокойно гнездятся и выводят птенцов дикие утки, крачки, лысухи, всего 45 видов. Однажды на мосту замерло все движение: какая-то кряква переводила к озерам через проезжую часть свой выводок — наверное, высидела птенцов где-то за насыпью. И две вереницы машин почтительно переждали эту процессию».
С. И. Веремей, журналист, краевед
На Птичью гавань повлияло поднятие грунта в парке Победы, происходившее в 1979—1981 годах. В 1982 году разделение водоёма на три отдельных плёса завершилось. По заказу Главомскархитектуры Б. Ю. Кассалом было проведено первое экологическое обоснование благоустройства и реконструкции Птичьей гавани. Тогда же был устроен водопровод, в наиболее засушливые годы подкачивающий воду из Иртыша в водоёмы, и с того времени проводится еженедельный мониторинг уровня воды, видового разнообразия и численности населяющих парк растений и животных. В 1990 году в восточной части берега водоёма был создан смотровой котлован.
В 1991 году произошёл крупный пожар, в результате которого была уничтожена вся растительность восточной и центральной частей Птичьей гавани. Годом позже вдоль восточного берега АО «Гидропривод» соорудило защитный противопожарный канал. Также при Омском областном комитете по природопользованию была создана организация НПП «Природный парк „Птичья гавань“» с Б. Ю. Кассалом в качестве директора и В. Т. Семеняком проведено второе экологическое обоснование благоустройства и реконструкции. Кроме того, статус Птичьей гавани был повышен — с памятника природы областного значения до природного парка регионального значения. Здесь стали проводиться открытые школьные уроки по экологии, экскурсионные занятия учащихся училищ и колледжей, летняя полевая практика студентов Омского педагогического университета.
Доцент кафедры зоологии ОмГПУ Борис Кассал, более 20 лет изучающий Птичью гавань, отмечал, что Омск растёт и активное строительство идёт и вдоль поймы Иртыша. Поэтому Птичьей гавани всё сложнее сохранять свой первозданный вид.
В 2002—2005 годах администрация города заказала коллективу учёных Омского государственного педагогического университета во главе с Б. Ю. Кассалом комплексный мониторинг Птичьей гавани. В 2003 году прошла научная конференция ОмГПУ по теме парка, в 2005 было разработано третье экологическое обоснование благоустройства и реконструкции «Птичья гавань — ворота омского национального парка».
Работы по обустройству Птичьей гавани начались в 2007 году, когда парк не имел никакой инфраструктуры для посещения. Озёра начали расчищать. В 2008 году существовали масштабные планы по строительству рядом с Птичьей гаванью, на месте бывшего таксопарка, четырёхзвёздочной гостиницы Rezidor SAS (бренд Park Inn), а также комплекса административных зданий бизнес-направления и досуга. Для них имелось финансирование и проект, однако планы так и остались нереализованными.

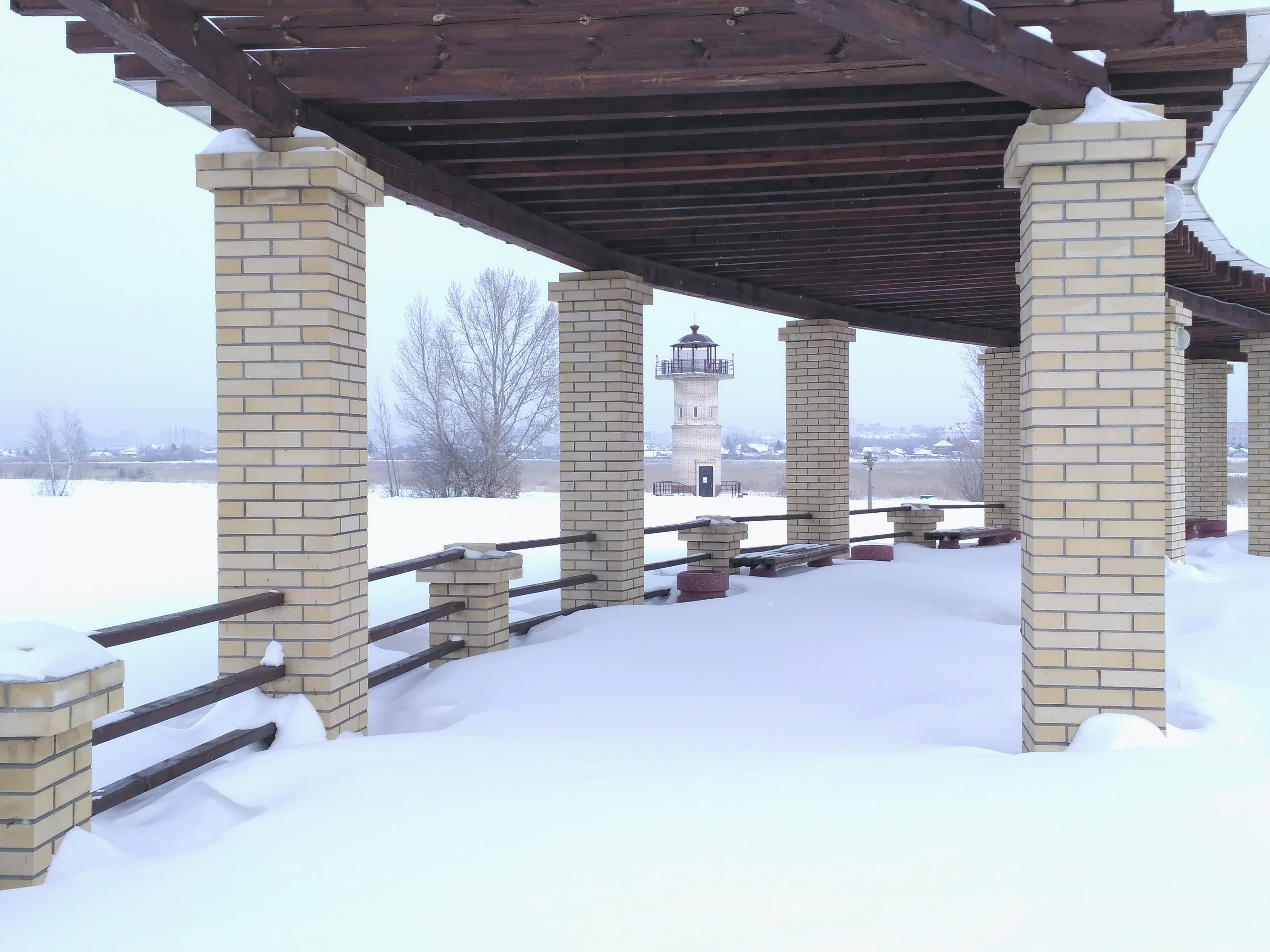
Смотровая башенка в Птичьей гавани

Поскольку за несколько лет Птичья гавань стала мелеть из-за развития транспортной и дорожной структуры города и наблюдалось заиление дна, были предприняты меры по её спасению. В 2009 году была построена насосная станция, необходимая для поддержания уровня воды в водоёмах, территория парка обнесена специальной оградой протяжённостью 1350 м.
В конце января 2010 года группа мошенников, представляющаяся сотрудниками природоохранных организаций, ходила по квартирам, а также разместила в интернете объявления и просила денег якобы «на корм погибающим в Птичьей гавани лебедям». Однако в холодное время года лебеди в Омской области вообще не бывают, а другие перелётные птицы находятся на зимовках в тёплых странах. В это время в Птичьей гавани есть лишь рыба, корма для которой достаточно. Также в 2010 году было завершено углубление дна в озёрах и обустроена постоянная подпитка водоёмов, необходимая для нормальной жизни природного парка. Также было высажено более 200 саженцев ели, сосны, рябины, берёзы, липы, яблони, пирамидального тополя, сорбарии и клёна.
В 2012 году началось строительство детского досугового комплекса. Планируется, что в итоге здесь разместится также местный историко-краеведческий музей.
В 2015 году Птичья гавань была открыта для посещения. Однако в 2016, несмотря на усилия по благоустройству и два работающих детских досуговых проекта, посетителей в парке очень мало. С июля в парке открылся мини-зоопарк с кудрявыми курами, кроликами, морскими свинками, черепахами и камерунским козлом, подаренными Большереченским зоопарком.

## География и экология

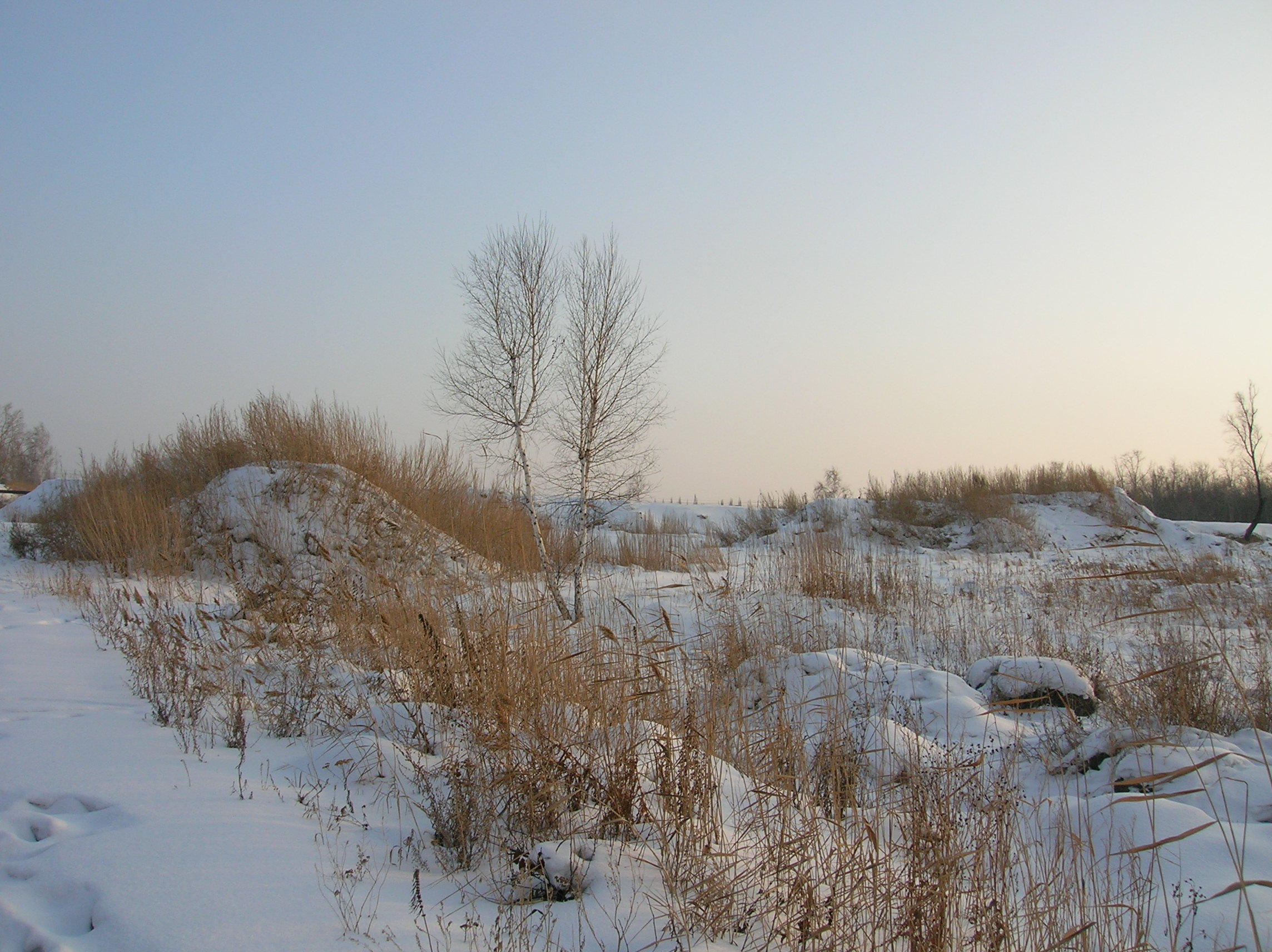
Виды Птичьей гавани

Птичья гавань представляет собой территорию, ограниченную с востока, юга и запада насыпями автомобильных дорог, ведущих от автомагистрали через Ленинградский мост в посёлки Рыбачий и Овчинно-меховой фабрики, а с севера — земляной дамбой, отделяющей от них Замарайку. Вся
эта местность представляет собой чашеобразное понижение рельефа в направлении к Иртышу, в центре которого находятся водоёмы Птичьей гавани. Общая площадь вместе с озёрами и водоёмами составляет 113,05 га (по другим данным — 170 га). Протяжённость границы по периметру — 4,812 км. Площадь зеркала трёх водоёмов в зависимости от наполняемости водой составляет от 25 до 70 га. Западный водоем имеет глубину от 1,2 до 2,4 м, в зависимости от наполненностью водой. Земельный участок, занимаемый природным парком, используется для природоохранных целей и находится в собственности Омской области.
Человеческое влияние на состояние вод в Птичьей гавани образуется в результате сбросов ливневой канализации, прорывов водопроводов, искусственной подкачки воды в водоемы и др. В результате поверхностного стока талых и дождевых вод размываются верхние горизонты почвы и в водоёмы попадает большое количество минеральных веществ, которые первоначально откладываются на прибрежном мелководье, а затем под действием движения воды, в результате действия ветра, изменения уровня воды распределяются по всей площади дна водоемов.
В 2007—2008 году проводились исследования вод Птичьей гавани. Отмечалось, что вода имела затхлый запах, особенно в летний период. Его вызывали летучие пахнущие вещества, поступавшие в воду в результате процессов жизнедеятельности водных организмов, при биохимическом разложении органических веществ, при химическом взаимодействии содержащихся в воде компонентов, а также поступавшие с автомагистрали сточные воды. Прозрачность воды колебалась от 10 до 16 см, жёсткость была умеренной. Количество взвешенных веществ колебалось от 24 до 57 мг/л, что А. М. Никаноров охарактеризовал как среднее. Общая щелочность (HCO3-) в исследуемых пробирках колебалась от 2,96 до 4,32 мг-экв/л, в то время как щелочность (CO32-), вызываемая средними карбонатами, обнаружена не была. рН вод колебался от 7,28 до 7,84, то есть находился в слабощелочном и щелочном интервалах, что характерно для нейтральных вод. В результате изучения качества вод природного парка «Птичья Гавань» выявлено преобладание ионов Cl- и SO42-, из катионов Са2+, что характерно для ионного состава природных вод. Содержание биогенных, органических веществ было незначительно из-за большого количества водной и околоводной растительности. К экологическим факторам, изменяющим состав вод, относился сток воды с автострады и территории аэропорта, пожары, осадки и другие, нарушающие естественное состояние биоценоза. В результате исследований был сделан вывод, что экологическое состояние природного парка удовлетворительно, не требует срочных и коренных изменений.
Парк таким образом был поделён на несколько зон:
- Заповедная природоохранная зона «абсолютного покоя» — главная зона, закрыта от посещения и предназначена для гнездования птиц.
- Зона познавательного туризма и экскурсий предназначена для экологического просвещения и ознакомления с фауной и флорой водоемов. Посетителей будут сопровождать экскурсоводы и егеря.
- Буферная зона — зона с экологической тропой с обзорными пунктами для ведущих научную работу студентов и школьников, небольшой орнитарий для реабилитации больных и раненых птиц.
- Рекреационная зона «относительного покоя» — зона спортивного отдыха населения. В летнее время также — прогулки по озёрам на лодках и катамаранах, в зимнее — лыжная спортивная база. Зона состоит из двух частей, северной и западной. Первая — для активного отдыха взрослых и детей с парковой зоной на искусственном рельефе. На вершине самой высокой горки предполагается разместить площадку отдыха с фонтаном «Каскад». Вторая — детская площадка и экскурсионно-познавательная подзона.
- «Хозяйственная» зона — объекты административной и научно-образовательной деятельности, обеспечивающие содержание и охрану парка, проведение исследовательских и природоохранных мероприятий на его территории.

## Флора и фауна

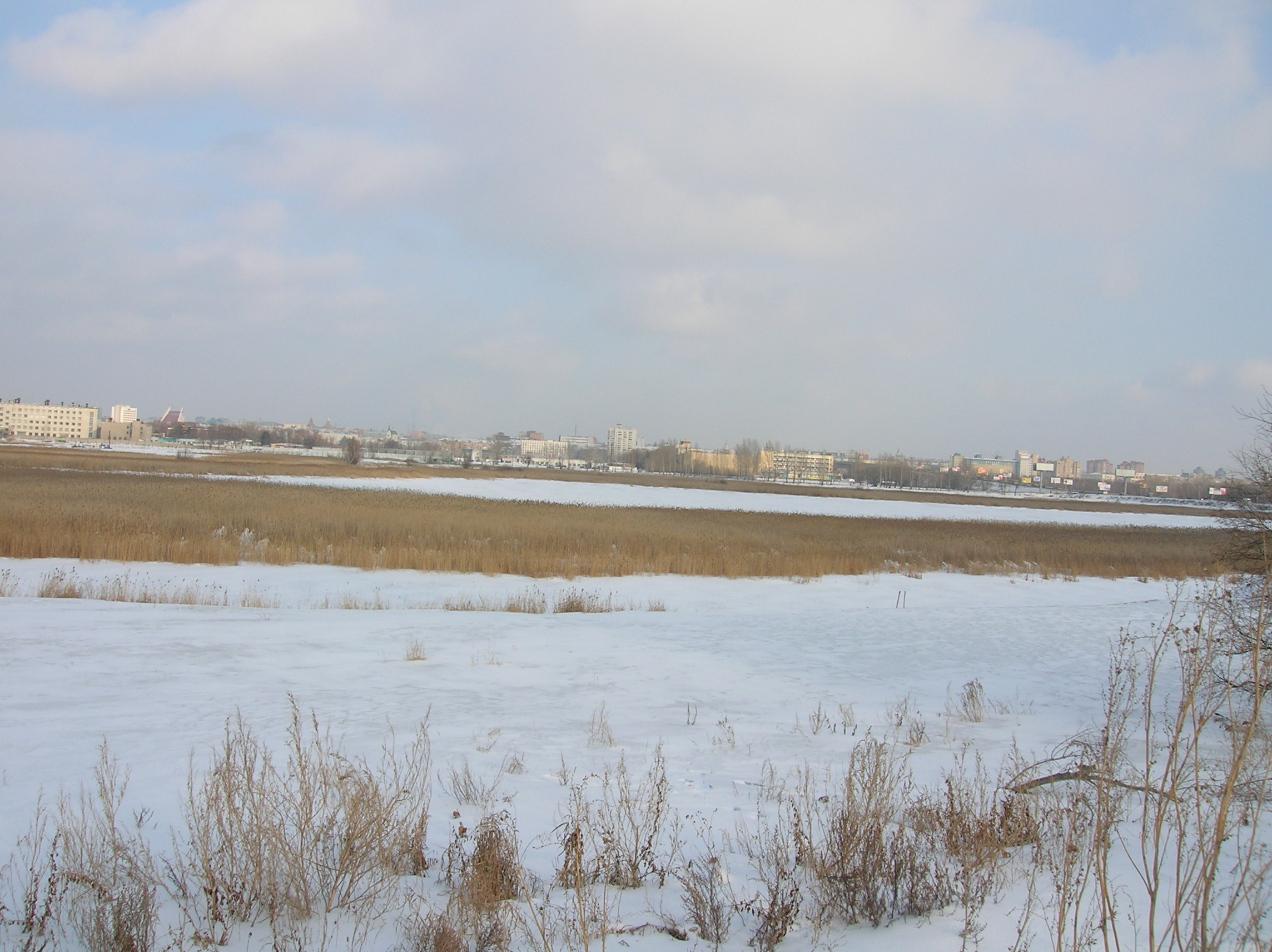
Засыпанные снегом озёра

Основные обитатели парка - птицы. В Птичьей гавани зарегистрировано 155 видов птиц (включая пролётных). Из них 26 видов занесены в Красные книги Омской области и России. Здесь водятся такие виды, как утка кряква, чирок-трескунок, чайка-хохотунья, а также чомги, лысухи (занимают по численности одно из первых мест), несколько видов поганок, красноголовый нырок, крачки речные, кулики, варакушка, хохлатая чернеть, различные воробьиные (полевой и домовый воробей, несколько видов славок, сверчков, синиц и трясогузок). С 1980 года в берёзовом колке находится колония грачей, в 2004 году в ней отмечалось 50 гнёзд. На пролёте бывает вдвое больше птиц: плавунчики, турухтаны, шилохвость, гоголь, большой кроншнеп, большой веретенник. Иногда появляются на водоёмах серый гусь, серый журавль, лебедь-кликун, баклан, беркут. 45 видов птиц, зарегистрированных на территории природного парка, гнездятся и выводят птенцов (в частности, озёрная чайка). Гнездящаяся в Птичьей гавани чайка-хохотунья зимует в Индии; в 2016 году окольцованные птицы были обнаружены на берегу реки в посёлке Кундапур в Западной Индии. В июне 2016 года на Птичьей гавани впервые в Омске были замечены краснокнижные лебеди-шипуны, вероятно, бывшие пролётом из Марьяновского района Омской области.
Здесь встречаются 19 видов млекопитающих: обыкновенная бурозубка, домовая и полевая мышь, мышь-малютка, серая крыса, обыкновенный хомяк, полёвка красная и водяная, ондатра, выдра, заяц-беляк. Временами заходят степной хорёк, лисица, колонок.
Кроме того, на территории парка встречаются прыткие ящерицы и остромордые лягушки, а в озёрах водятся караси и гольяны.
Здесь есть лесопосадки из акации, ольхи, березы, тополя чёрного, клёна, осины, ивы (ива белая, козья и серая), берёзы повислой и боярышника, которые формируют под своими кронами влажный микроклимат, характеризующийся отсутствием запылённости, насыщенностью кислородом и хорошим ветро- и шумопоглощением. Поэтому здесь много насекомых и других беспозвоночных, которые служат кормом лесному коньку, синицам, кукушке, иволге, землеройкам, мышовкам.
Всего в Птичьей гавани 214 видов растений. В список входят кизильник черноплодный, таволга средняя, карагана древовидная, камыш озёрный, рогоз широколистный, тростник южный, лютики ползучий и многоцветковый, жерушник болотный, ряска малая и тройчатая, марь белая, ширица запрокинутая. Есть также редкие, нуждающиеся в охране виды растений: аир тростниковый, пальчатокоренник мясо-красный, солодка уральская, жёстер слабительный.

## Проблемы Птичьей гавани

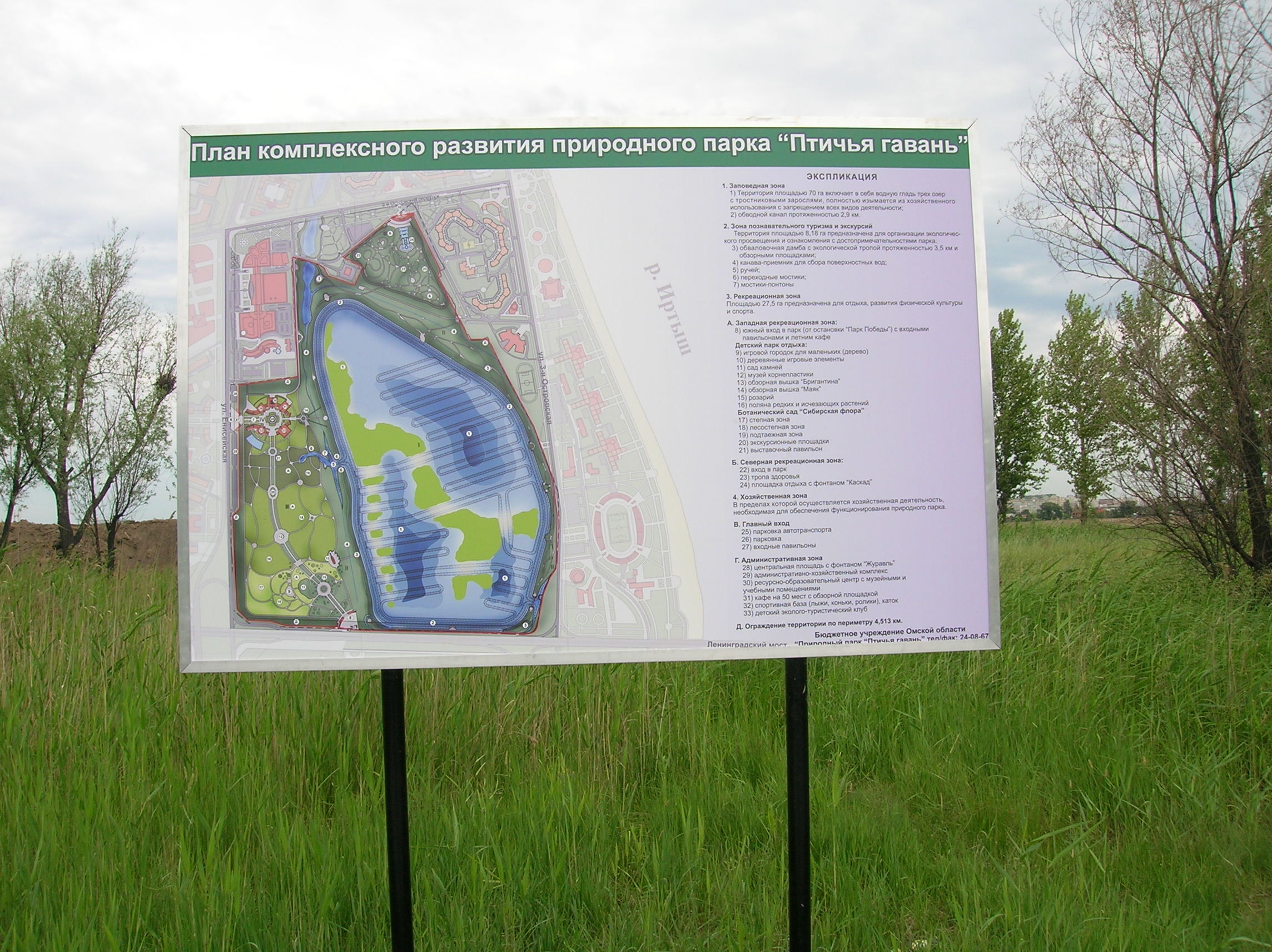
План комплексного развития Птичьей гавани

Птичья гавань расположена на противоположном берегу от центра города. С двух сторон от неё проходят оживлённые магистрали, почти вплотную с запада располагается международный аэропорт «Омск-Центральный». Это создаёт проблемы природного парка. Шум самолётов и автотранспорта беспокоит птиц. В растительной и животной биомассе накапливаются ядовитые вещества выхлопных газов и газовых выбросов предприятий Омска, среди которых нефтезавод. Также угрозу представляют браконьеры, для которых Птичья гавань удобна своим расположением.
Другие проблемы Птичьей гавани заключаются в том, что она находится непосредственно в районе ближнего привода прямо под глиссадой аэропорта «Омск-Центральный», что создаёт опасные условия для садящихся самолётов. В то время как во всём мире ведётся борьба с птицами в районе аэродрома, в Омске птицы разводятся, что заставляет аэропорт изыскивать способы обеспечения безопасных полётов, ужесточать мероприятия по орнитологическому обеспечению полётов, закупать импортную технику, но при этом число столкновений с птицами только растёт. Решением проблемы может быть реконструкция взлётно-посадочной полосы действующего аэропорта, после которой взлеты и посадки над центром Омска, в том числе Птичьей гаванью, проводиться не будут.